# النساء في الثورة الفرنسية

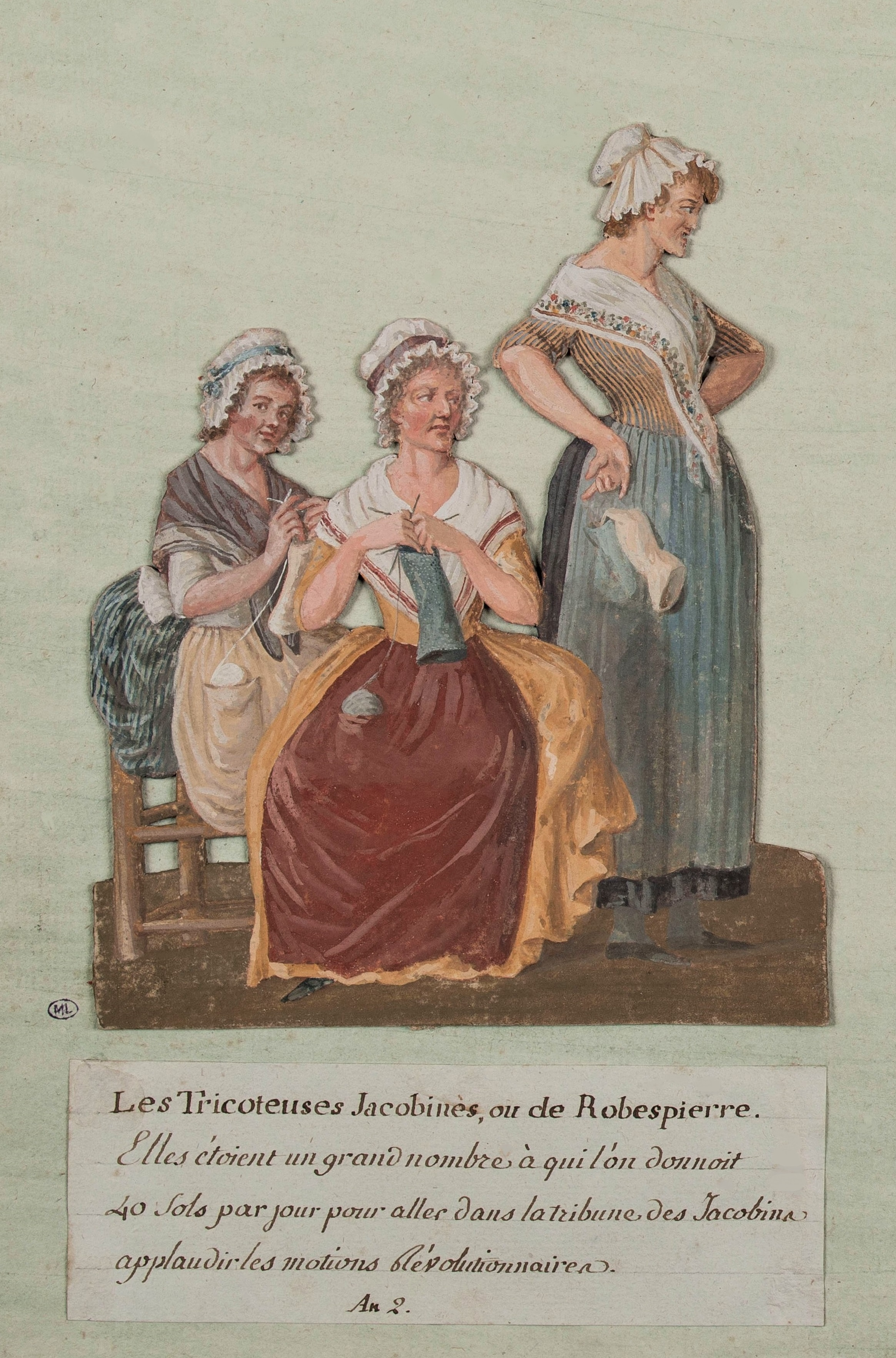
النساء الفرنساوية

ناقش المؤرخون منذ أواخر القرن العشرين كيف لم تشارك النساء في الثورة الفرنسية وما تأثيرها قصير المدى على المرأة الفرنسية. لم يكن للمرأة حقوق سياسية في فرنسا ما قبل الثورة. وقد كن يُعتبرن على أنهن مواطنين «سلبيين»، مجبرين على الاعتماد على الرجال في تحديد الأفضل لهم. تغير هذا بشكل كبير من الناحية النظرية، إذ كان هناك على ما يبدو تقدم كبير في النسوية. ظهرت الحركة النسوية في باريس كجزء من مطلب واسع للإصلاح الاجتماعي والسياسي. طالبت النساء بالمساواة مع الرجال ثم انتقلن إلى المطالبة بالقضاء على الهيمنة الذكورية. اشتملت وسائل التحريض الأساسية على الكتيبات والنوادي النسائية وخاصة جمعية النساء الجمهوريات الثوريات. ومع ذلك، فقد ألغى عنصر نادي اليعاقبة في السلطة جميع الأندية النسائية في أكتوبر 1793 واعتقل قادتها. سُحقت الحركة بشكل كامل. يشرح ديفانس القرار من باب التركيز على الذكورة في زمن الحرب، وسمعة ماري أنطوانيت السيئة للتدخل الأنثوي في شؤون الدولة والتفوق الذكوري التقليدي. بعد عقد من الزمان أكد قانون نابليون وأدام وضع النساء كمواطنين من الدرجة الثانية.

## الأدوار التقليدية
لم يكن للمرأة حقوق سياسية في فرنسا ما قبل الثورة. إذ لم يتمكن من التصويت أو شغل أي منصب سياسي. كن يعتبرن على أنهن مواطنين «سلبيين»، مجبرين على الاعتماد على الرجال في تحديد الأفضل لهن في الحكومة. كان الرجال هم من حددوا هذه الفئات، وأجبرت النساء على قبول الهيمنة الذكورية في المجال السياسي.
دُربت النساء على الالتزام بأزواجهن و«جميع اهتماماتهم [لإبداء] الاهتمام والرعاية ... [و] الحماس الصادق والحصيف لخلاصهم». غالبًا ما كان ينطوي تعليم المرأة على تعليمها كيف تكون أم وزوجة صالحة؛ ونتيجة لذلك، لم يكن من المفترض أن تشارك المرأة في المجال السياسي. إذ أن سقف تأثيرهم كان إنشاء مواطني المستقبل. كان قانون فريدريكان غالبًا أكبر مثال على المعاملة الدونية للمرأة قبل الثورة، وقد هوجم من قبل فلاسفة ومناشير التنوير.
حددت الإنسوكلوبيدي المؤثرة للغاية في خمسينيات القرن الثامن عشر نبرة التنوير، وأثرت أفكارها على الثورة اللاحقة في فرنسا. كتب لويس دي جوكورت عددًا من المقالات حول المرأة في المجتمع، وانتقد الأدوار التقليدية للمرأة بحجة أنه «من الصعب إثبات أن حكم الزوج نابع من الطبيعة، بقدر ما يتعارض هذا المبدأ مع المساواة البشرية الطبيعية، إذ لا يتمتع الرجل دائمًا بقوة جسدية وحكمة وعقل وسلوك أكثر من المرأة ... يُظهر مثال إنجلترا وروسيا بوضوح أن المرأة يمكن أن تنجح على قدم المساواة في كل من الحكومة المعتدلة والاستبدادية». من أعظم المؤثرات التي أنذرت بالتحولات الثورية والجمهورية في أدوار المرأة كانت إميلي (1762)، رسالة جان جاك روسو التعليمية. دعا بعض الرجال الليبراليين إلى المساواة بين الرجل والمرأة في الحقوق، بما في ذلك منح النساء حق التصويت. شتهر نيكولاس دي كوندورسيه بشكل خاص بمناصرته ، في مقالاته المنشورة في جورنال دو لا سوسيتي 1789، ومن خلال نشره دو لادميسيون دي فام أو دروات دو سيتي («معًا لقبول حقوق النساء في المواطنة») عام 1790.

## العمل الثوري
عندما بدأت الثورة، ضربت بعض النساء بقوة، مستخدمين المناخ السياسي المتقلب لتأكيد طبيعتهن النشطة. في زمن الثورة، لم يكن من الممكن إبعاد المرأة عن المجال السياسي. لقد أجرين قسم الولاء، «الإعلان الرسمي للولاء الوطني والتأكيد على المسؤوليات السياسية المترتبة على المواطنة». تعتبر شارلوت كورديه مثالًا رئيسيًا على نموذج المرأة هذا: متعاطفةً مع الفصيل السياسي الثوري للجيرونديون، اغتالت زعيم اليعاقبة، جان بول مارا. طوال الثورة، قامت نساء أخريات مثل بولين ليون وجمعيتها للنساء الجمهوريات الثوريات الراديكاليات بدعم اليعاقبة، ونظمن مظاهرات في الجمعية الوطنية وشاركن في أعمال الشغب، غالبًا باللجوء إلى القوة المسلحة.

### التحريض النسوي
لم تكن المسيرة النسوية إلى قصر فيرساي سوى مثال واحد على النشاط النسائي النضالي خلال الثورة الفرنسية. في حين أنها استبعدت إلى حد كبير من التوجه العام في زيادة حقوق المواطنين، إذ تُرك السؤال مفتوحًا في إعلان حقوق الإنسان والمواطن لعام 1789، تحركت نساء مثل بولين ليون وآن جوزاف ترواين دو ميريكور في سبيل تحقيق المواطنة الكاملة للنساء. مع ذلك، فقد كانت النساء «محرومات من الحقوق السياسية للمواطنة الفاعلة (1791) والمواطنة الديمقراطية (1793)».
قدمت بولين ليون، في 6 مارس 1792، عريضة موقعة من 319 امرأة إلى الجمعية الوطنية تلتمس فيها الإذن بتشكيل حراسة وطنية للدفاع عن باريس في حال الغزو العسكري. طلبت ليون منح الإذن للنساء بالتسلح بالحراب والمسدسات والسيوف والبنادق بالإضافة إلى امتياز الحفر تحت قيادة الحرس الفرنسي. لقد رُفض طلبها. في وقت لاحق من عام 1792، دعت ترواين دو ميريكور لإنشاء «جحافل من الأمازونيات» للدفاع عن الثورة وحمايتها. وضمن إطار دعوتها، زعمت أن الحق في التسلح من شأنه أن يحول النساء إلى مواطنين. في 20 يونيو 1792 شاركت بعض من النساء المسلحات في موكب «مر عبر قاعات المجلس التشريعي، إلى حدائق التويلري، ثم عبر مقر إقامة الملك. وقد اضطلعت النساء المقاتلات بدور خاص في جنازة مارات، بعد مقتله في 13 يوليو 1793. وضمن موكب الجنازة، حملت النساء حوض الاستحمام الذي قُتل فيها مارات بالإضافة إلى قميص ملطخ بدماءه.
مارست جمعية النساء الجمهوريات الثوريات الحركة النسوية الأكثر تطرفًا، والتي أسستها ليون وزميلتها كلير لاكومب في 10 مايو 1793. وكان الهدف الأساسي للنادي «التداول في سبل إحباط أعداء الجمهورية». حضرت اجتماعات الجمعية أكثر من 180 امرأة. كان أحد الاهتمامات الرئيسية للجمعية «مكافحة احتكار [الحبوب والسلع الأساسية الأخرى] والتضخم». في 20 مايو 1793، كانت النساء في مقدمة الحشد الذي طالب بـ «الخبز ودستور 1793». وعندما مرت نداءاتهن دون أن يعرها أحد أي اهتمام، انطلقت النساء في حالة من الهياج والشغل، «سطون على المحلات، استولين على الحبوب واختطفن المسؤولين».
طالبت الجمعية بقانون في عام 1793 يجبر جميع النساء على ارتداء شارة الوردة ثلاثية الألوان لإثبات ولائهن للجمهورية. وقد كررن مطالباتهن بفرض قيود صارمة على الأسعار للحد من ارتفاع سعر الخبز إذ أنه القوت الأساسي للفقراء. بعد أن أقرت الاتفاقية قانون شارة الوردة في سبتمبر 1793، طالبت النساء الجمهوريات الثوريات بالإنفاذ الصارم، إلا أن نساء السوق والخادمات السابقات والنساء قد وقفن في مواجهتهن إذ أنهن عارضن تحديد الأسعار (الذي من شأنه أن يجعلهن دون عمل). وأثار استياءهن الهجمات على الأرستقراطية والدين. وقد صرحن أن العاهرات وإناث اليعاقبة هم من يرتدين شارات الوردة فقط. اندعت مشاجرات بالأيدي بين فصيلين من النساء في الشوارع.
في خضم ذلك، رفض الرجال الذين سيطروا على اليعاقبة النساء الجمهوريات الثوريات واصفينهن على أنهن مثيري قلاقل خطيرات. . في هذه المرحلة سيطر اليعاقبة على الحكومة. قاموا بحل جمعية النساء الجمهوريات الثوريات، وأعلنوا عدم شرعية جميع الأندية والجمعيات النسائية. لقد ذكروا النساء بشكل صارم أن مكانهن هو المنزل للاعتناء بأسرهن والشؤون العامة تخص الرجال فقط. أقصيت النساء المُنظمات بشكل دائم عن الثورة الفرنسية بعد 30 أكتوبر 1793.
اعتبرت أثداء النساء على أنها علامة طبيعية على بديهية حرمان المرأة من المواطنة ومن ممارسة السلطة السياسية؛ استوجب على النساء التزام المجال المنزلي والأمومة.
عوقبت معظم هؤلاء النساء الناشطات ظاهريًا بسبب تشددهن. وشمل نوع العقوبة التي تم تلقيها خلال الثورة التنديد العلني أو الاعتقال أو الإعدام أو النفي. ألقي القبض على  ترواين دو ميريكور وجُلدت على العلن وحُكم عليها بقضاء بقية حياتها في مأوى للمجانين. ألقي القبض على بولين ليون وكلير لاكومب، ثم أطلق سراحهما لاحقًا، واستمروا بتلقي السخرية والإساءة بسبب نشاطهما. أعدمت العديد من النساء اللواتي شاركن في الثورة بشكل علني بتهمة التآمر على وحدة وترابط الجمهورية.